# Wmctrl (program)
Wmctrl je unixový program umožňující interakci se správcem oken. Nemá grafické rozhraní, je ovládán pomocí příkazové řádky daného systému, a je proto vhodný pro psaní skriptů. Autorem je Tomáš Stýblo. 

## Použití
Praktičnost tohoto programu spočívá právě v možnosti automatizace činností, které by jinak vyžadovaly práci v grafickém rozhraní. Uživatel tak může například přepínat plochy a okna, měnit velikost oken nebo zavírat grafické programy, a to vše z příkazové řádky. Konkrétně zavírání grafických programů pomocí wmctrl může být mimořádně užitečné, pokud se ostatní způsoby ukončení (např. signály SIGKILL a SIGTERM) jeví jako příliš drastické. 

## Spuštění[2]
Příkaz pro spuštění programu wmctrl obecně vypadá takto:
wmctrl [ options | actions ] ... .
Program tedy musí být použit alespoň s jedním z těchto argumentů.  Podle povahy použitého option nebo action mohou být zapotřebí další argumenty, přičemž options obvykle slouží k tomu, aby upravily interpretaci jiných argumentů. Například příkaz:
wmctrl -F -c 'Linux man pages - Mozilla Firefox'
zavře (-c) okno, které se jmenuje "Linux man pages - Mozilla Firefox". Argument -F zde zajišťuje, aby název okna přesně odpovídal danému řetězci (bez jeho použití program například nerozliší malá a velká písmena).

## Kompatibilita[1]
Wmctrl lze použít s takovými správci oken, kteří odpovídají standardům EWMH/NetWM. Správce oken je označován jako kompatibilní, pokud jsou splněna alespoň tato tři kriteria:
1. je možné pomocí wmctrl získat seznam oken a ploch,
2. umožní wmctrl aktivovat určité okno,
3. podporuje přepínání ploch pomocí wmctrl.

Ověřená je kompatibilita například s těmito správci oken:
- openbox, verze 3 a vyšší
- blackbox, verze 0.70 a vyšší
- metacity
- icewm
- kwin
- sawfish
- fvwm, verze 2.5 a vyšší
- fluxbox, verze 0.9.6 a vyšší
- xfce, verze 4 a vyšší.

Wmctrl oficiálně podporuje pouze správce oken běžící pod X window systémem. Některé funkce však lze použít i s Waylandem, přestože ten oficiálně z bezpočnostních důvodů nepovoluje jednotlivým programům zasahovat do běhu oken náležících jiným programům. Jedná se například o funkce, které nevyžadují API X window systému nebo o zásahy do programů, které jsou samy o sobě kompatibilní pouze s X window systémem a pod waylandem tedy běží jen díky speciálnímu softwaru zajišťujícímu kompatibilitu.